# Neil Augustine Frank
Neil Augustine Frank OMI (ur. 21 sierpnia 1966 w Pietermaritzburgu w Afryce Południowej) – południowoafrykański duchowny katolicki, biskup diecezjalny Mariannhill od 2022.

## Życiorys
Święcenia kapłańskie przyjął 21 sierpnia 1999 w zgromadzeniu oblatów Maryi Niepokalanej. Pracował jako duszpasterz w zakonnych parafiach oraz jako wykładowca i przełożony zakonnego Instytutu Teologicznego św. Józefa. W 2018 wybrany prowincjałem.
17 grudnia 2021 papież Franciszek mianował go biskupem koadiutorem diecezji Mariannhill. Sakry udzielił mu 26 lutego 2022 metropolita Durbanu – arcybiskup Siegfried Mandla Jwara. 13 października 2022 objął rządy w diecezji po rezygnacji poprzednika, ks. bpa Piusa Dlungwany.